# Фенне, Хильде
Хильде Фенне (норв. Hilde Fenne, 12 мая 1993 года, Норвегия) — норвежская биатлонистка, чемпионка мира 2013 года в эстафете.

## Спортивная карьера
В сезоне 2012/13 Фенне стала полноправной участницей основной сборной Норвегии. Первые очки в сезоне молодая биатлонистка завоевала уже на первом этапе в шведском Эстерсунде. В спринте Хильде заняла 30-е место с тремя промахами (1+2), квалифицировавшись в гонку преследования. В пасьюте Фенне, с 600 метров штрафа (1+0+3+0), сумела отыграть два места, финишировав на 28-й позиции. На втором этапе в спринте результат был неудачным, только 80 место в спринте (4+1) и не попадание в пасьют. Однако в последней гонке этапа - эстафете - Фенне с подругами по команде праздновала победу. На следующем этапе Фенне участия не принимала. Хильде вернулась в кубок мира на четвёртом этапе, который проходил в немецком Оберхофе. В эстафете норвежки заняли скромное для себя четвёртое место, а Хильде зашла на штрафной круг. В спринте молодая спортсменка сумела занять 54 место (3+3), дающие право попасть в гонку преследования. В самом преследовании Фенне сумела отыграть аж 23 позиции, закончив гонку на 31-м месте. Норвежки и Фенне в частности сумели вернуть себе первое место в эстафете уже на следующем этапе в Рупольдинге. В личной гонке - спринте - норвежка заняла 58-е место, однако участия в пасьюте Хильде не приняла. На шестом этапе Фенне участия не принимала. На Чемпионате мира Хильде провела всего одну личную - индивидуальную - гонку на 15 км. Допустив 8 штрафных минут 8 (2+2+2+2) норвежка заняла 77 место. В эстафетной гонке Фенне не очень удачно отработала свой этап, зайдя на штрафной круг, однако Сюннёве Сулемдал и Тура Бергер вытянули команду к первому месту, завоевав золотые медали. Так в 19 лет Фенне стала чемпионкой мира. После Чемпионата мира Хильде пропустила домашний этап в Хольменколлене. Норвежка возвратилась в кубок мира на восьмом предолимпийском этапе, который проходил в российском Сочи. На первой гонке (индивидуальной гонке) Фенне заняла весьма не плохое 25 место с тремя минутами штрафа (2+0+1+0). В спринте Хельде также с тремя промахами (1+2) заняла 46 место. На следующий день в эстафете вместе с Тириль Экхофф, Анн Кристин Флатланн и Турой Бергер Фенне поднялась на подиум, заняв 3-ю позицию. На последнем старте сезона в Ханты-Мансийске норвежка участвовала лишь в одной гонке — спринте, где с пятью промахами заняла только 70 место. В общем зачете кубка мира Хильде Фенне заняла 62-е место, набрав 50 очков. 

### Юниорские и молодёжные достижения
| Год  | Место проведения | Возраст | Инд | Спр | Пр | Эст |
| ---- | ---------------- | ------- | --- | --- | -- | --- |
| 2010 | ЧМ Турсбю        | U19     | 17  | 20  | 15 | —   |
| 2012 | ЧМ Контиолахти   | U19     | 3   | 1   | 5  | —   |
| 2012 | ЧМ Контиолахти   | U21     | —   | —   | —  | 1   |